# Desmond Tutu
Desmond Mpilo Tutu (sinh ngày 7 tháng 10 năm 1931 - mất ngày 26 tháng 12 năm 2021) là nhà hoạt động người Nam Phi và tổng Giám mục Anh giáo nghỉ hưu, người đã nổi tiếng khắp thế giới trong thập niên 1980 như là một đối thủ của chính sách apartheid ở Nam Phi. Ông là người da đen Nam Phi đầu tiên làm Tổng Giám mục Cape Town, Nam Phi và giáo chủ giáo hội Anh giáo Tỉnh Nam Phi (nay là Giáo hội Anh giáo Nam Phi).
Tutu đã hoạt động tích cực trong việc bảo vệ nhân quyền và dùng uy tín cá nhân của mình để vận động đấu tranh cho những người bị áp bức. Ông đã vận động đấu tranh chống bệnh AIDS, bệnh lao, tật ghê sợ đồng tính luyến ái, ghê sợ chuyển đổi giới tính (transphobia), nạn nghèo và chủ nghĩa phân biệt chủng tộc. 
Tutu đã được trao Giải Nobel Hòa bình năm 1984, Giải Albert Schweitzer cho chủ nghĩa nhân đạo năm 1986, Giải Pacem in Terris năm 1987, Giải Hòa bình Sydney năm 1999, Giải Hòa bình Gandhi năm 2005, và Huân chương Tự do Tổng thống năm 2009.

## Thời niên thiếu
Desmond Mpilo Tutu sinh tại Klerksdorp, Transvaal, là con thứ hai và con trai duy nhất trong 3 người con của Zacheriah Zililo Tutu và bà Aletta. Khi ông lên 12 tuổi thì gia đình chuyển tới cư ngụ ở Johannesburg. Cha ông làm giáo viên, còn mẹ ông làm việc quét dọn và nấu ăn ở một trường học dành cho người khiếm thị. Tại đây, ông đã gặp Trevor Huddleston một mục sư coi xứ đạo Sophiatown, trong khu nhà ổ chuột của các người da đen. Tutu kể: "Một hôm, tôi đứng ở ngoài phố với mẹ tôi thì một người da trắng mặc y phục tu sĩ đi ngang qua. Khi đi ngang qua chỗ chúng tôi, ông đã bỏ mũ chào mẹ tôi. Tôi không thể tin ở mắt mình – một người da trắng đã chào một phụ nữ da đen thuộc giai cấp lao động!"
Mặc dù Tutu muốn trở thành một thầy thuốc, nhưng gia đình không thể chu cấp tiền cho việc học, nên ông đành theo nghề dạy học của người cha. Tutu học ở "Pretoria Bantu Normal College" từ năm 1951 tới năm 1953, rồi dạy học ở Trường trung học Bantu Johannesburg và trường trung học Munsienville tại thành phố Mogale. Tuy nhiên, ông đã từ chức sau khi Đạo luật giáo dục Bantu được thông qua, để phản đối viễn cảnh giáo dục nghèo nàn dành cho những người da đen Nam Phi. Sau đó ông học môn Thần học ở St Peter's Theology College tại Rosettenville, Johannesburg. Năm 1960 ông được phong chức mục sư Anh giáo nối gót Trevor Huddleston, nhà hoạt động và là cố vấn tin cậy của ông.
Từ năm 1962 tới 1966 Tutu sang học ở King's College London, đậu bằng cử nhân và thạc sĩ thần học. Trong thời gian này ông làm việc bán thời gian như mục sư phó xứ, lúc đầu ở nhà thờ St. Alban, Golders Green, sau đó ở nhà thờ St. Mary tại Bletchingley, Surrey. Sau đó ông trở về Nam Phi và từ năm 1967 đến năm 1972 đã dùng các bài nói chuyện của mình để làm nổi bật hoàn cảnh của dân châu Phi. Ông đã viết một bức thư gửi cho thủ tướng B.J. Vorster, trong đó ông mô tả tình hình ở Nam Phi là một "thùng thuốc súng, có thể nổ tung bất cứ lúc nào"; bức thư đó không được trả lời. Ông trở thành mục sư tuyên úy tại Đại học Fort Hare vào năm 1967, nơi đầy những người bất đồng chính kiến và là một trong vài trường đại học có chất lượng cho sinh viên châu Phi ở miền Nam châu Phi. Từ năm 1970 đến 1972, Tutu giảng dạy tại Đại học Quốc gia Lesotho.
Năm 1972, Tutu trở lại Vương quốc Anh, được bổ nhiệm làm phó giám đốc "Quỹ giáo dục Thần học" của World Council of Churches (Hội đồng các giáo hội thế giới) tại Bromley, Kent. Năm 1975, ông trở lại Nam Phi, được bổ nhiệm chức trưởng đoàn mục sư Anh giáo của Nhà thờ chính tòa thánh Maria ở Johannesburg -— người da đen đầu tiên giữ chức này.

## Vai trò trong thời kỳ apartheid
Năm 1976, các cuộc phản đối ở Soweto, cũng gọi là Bạo loạn Soweto, chống lại việc chính phủ dùng tiếng Afrikaans như một phương tiện giảng dạy bắt buộc trong các trường của người da đen, đã trở thành một cuộc nổi dậy lớn chống lại chủ nghĩa phân biệt chủng tộc. Từ đó Tutu ủng hộ việc tẩy chay kinh tế đối với nước mình. Ông mạnh mẽ phản đối chính sách "constructive engagement" (tham gia có tính xây dựng) của chính phủ Hoa Kỳ Ronald Reagan nhằm ủng hộ "friendly persuasion" ("thuyết phục cách thân thiện"). Tutu rất ủng hộ việc ngưng đầu tư (từ nước ngoài vào Nam Phi), mặc dù việc này ảnh hưởng mạnh nhất tới các người nghèo, vì nếu ngưng đầu tư thì sẽ khiến các người da đen thất nghiệp; tuy nhiên Tutu biện luận rằng, dù sao họ cũng phải chịu thiệt thòi "cho một mục đích". Năm 1985, Hoa Kỳ và Vương quốc Anh (hai nước chính đầu tư vào Nam Phi) đã ngừng mọi khoản đầu tư vào Nam Phi. Kết quả là việc ngưng đầu tư đã thành công, khiến cho giá trị của đồng Rand sụt giảm hơn 35%, gây sức ép khiến chính phủ phải quay sang cải cách.Tutu tăng cường lợi thế và tổ chức các cuộc tuần hành hòa bình đưa khoảng 30.000 người xuống đường ở Cape Town.
Tutu làm Giám mục Lesotho từ năm 1976 tới 1978, nơi ông trở thành tổng thư ký của South African Council of Churches (Hội đồng các giáo hội Nam Phi). Ở cương vị này, ông có thể tiếp tục việc chống lại chủ nghĩa apartheid với sự tán thành của hầu hết các giáo hội. Qua bài viết và bài nói chuyện của ông ở trong nước và ở nước ngoài, Tutu luôn ủng hộ việc hòa giải giữa tất cả các bên liên quan đến phân biệt chủng tộc. Việc chống đối chủ trương phân biệt chủng tộc của Tutu rất mạnh mẽ và rõ ràng, và ông đã nói thẳng tại Nam Phi và ở nước ngoài. Ông thường so sánh chủ trương apartheid với chủ nghĩa quốc xã và chủ nghĩa Cộng sản; kết quả là chính phủ đã thu hồi hộ chiếu của ông 2 lần, và ông đã bị bắt giam một thời gian ngắn vào năm 1980 sau một cuộc biểu tình tuần hành phản đối. Nhiều người cho rằng sự gia tăng danh tiếng của Tutu trên thế giới và việc ủng hộ mạnh mẽ việc bất bạo động của ông đã che chở ông khỏi bị hình phạt nặng hơn. Tutu cũng nghiêm khắc chỉ trích các chiến thuật sử dụng bạo lực của một số nhóm chống apartheid như Đại hội Dân tộc Phi và lên án chủ trương khủng bố và chủ nghĩa cộng sản.
Năm 1983, khi một hiến pháp mới cho Nam Phi được đề xuất nhằm chống lại phong trào chống-apartheid, Tutu đã giúp lập ra "Ủy ban diễn đàn quốc gia" để đấu tranh chống lại việc thay đổi hiến pháp nói trên. Mặc dù sự chống đối chế độ apartheid của ông, Tutu đã bị chỉ trích là "phẫn nộ có chọn lựa" bởi thái độ thụ động của mình đối với chế độ đảo chính ở Lesotho (1970-1986), nơi ông đã giảng dạy từ 1970-1972 và phục vụ với cương vị Giám mục từ năm 1976-1978, chỉ rời khỏi đó khi cuộc nội chiến nổ ra. Điều này tương phản tồi tệ với thái độ canđảm của nhân viên Giáo hội Tin Lành Lesotho bị giết hại.
Năm 1986, ông nhận được chức công dân danh dự của thành phố Reggio nell'Emilia (Ý), thành phố đầu tiên trên thế giới trao phần thưởng quan trọng này cho Desmond Tutu.
Năm 1990, Tutu và cựu Hiệu trưởng danh dự của Đại học Western Cape – giáo sư Jakes Gerwel – thành lập "Hội giáo dục Desmond Tutu" nhằm tài trợ cho các chương trình phát triển trong giáo dục cấp ba. Việc làm trung gian hòa giải của Tutu để ngăn chặn chiến tranh chủng tộc có thể xảy ra tại tang lễ của Chris Hani, nhà lãnh đạo Đảng cộng sản Nam Phi trong năm 1993. Tutu đã khích lệ đám đông 120.000 người lặp lại hoài hoài sau khi ông hát: "Chúng ta sẽ được tự do !", "Tất cả chúng ta !", "Người đen và người trắng cùng với nhau !"
Năm 1994, Tutu được bổ nhiệm làm người bảo trợ "Chiến dịch thế giới chống sự hợp tác quân sự và hạt nhân với Nam Phi" và Hành động từ Ireland. Năm 1995, ông được Nữ hoàng Elizabeth II bổ nhiệm làm mục sư tuyên uý kiêm Sub-Prelate (tương đương phó Giám mục) của Venerable Order of Saint John (dòng thánh Gioan đáng kính).

## Vai trò sau chế độ apartheid
Sau khi chế độ apartheid sụp đổ, Tutu đứng đầu Ủy ban Hòa giải và Sự thật. Ông từ chức Tổng Giám mục Cape Town năm 1996 và được phong Tổng Giám mục danh dự (emeritus) Cape Town, một tước hiệu danh dự ít sử dụng trong giáo hội Anh giáo Ông được Njongonkulu Ndungane kế vị. Tại buổi lễ tạ ơn nhân dịp Tutu từ chức Tổng Giám mục năm 1996, Nelson Mandela đã nói rằng "ông đã đóng góp quá nhiều cho dân tộc chúng ta".
Tutu thường được coi là người đặt ra thuật ngữ Rainbow Nation (Dân tộc Cầu vồng) như là một ẩn dụ cho Nam Phi sau thời kỳ apartheid sau năm 1994 dưới sự cai trị của Đại hội Dân tộc Phi. Thuật ngữ này từ đó đã đi vào ý thức của đại đa số dân để mô tả sự đa dạng dân tộc của Nam Phi.
Từ khi nghỉ hưu, Tutu đã làm việc như một nhà hoạt động toàn cầu về những vấn đề liên quan tới dân chủ, tự do và nhân quyền. Năm 2006, Tutu đã phát động một chiến dịch toàn cầu, do tổ chức Plan tổ chức, nhằm bảo đảm cho mọi trẻ em được ghi vào sổ khai sinh khi sinh ra, vì một đứa trẻ không có tên trong sổ khai sinh thì không chính thức hiện hữu và dễ bị làm mồi cho bọn buôn lậu và dễ bị tổn thương trong thiên tai.
Tutu đã loan báo rút lui khỏi sinh hoạt công cộng khi tròn 79 tuổi vào tháng 10 năm 2010
" Để được già đi một cách thoải mái, trong tổ ấm với gia đình – đọc và viết, cầu nguyện và suy tư – thay vì mất quá nhiều thời gian ở các sân bay và trong khách sạn".

### Vai trò ở Nam Phi
Tutu được đa số người coi là "lương tâm luân lý của Nam Phi" và đã được cựu tổng thống Nam Phi Nelson Mandela mô tả là: "đôi khi gay gắt, thường dịu dàng, không hề sợ hãi và ít khi không hài hước, tiếng nói của Desmond Tutu sẽ luôn luôn là tiếng nói của người không nói được". Từ khi nghỉ hưu, Tutu đã chỉ trích chính phủ Nam Phi mới. Tutu đã lón tiếng lên án tình trạng tham nhũng, sự vô tích sự của chính phủ do Đại hội Dân tộc Phi lãnh đạo trong việc giải quyết tình trạng nghèo khổ, và các vụ bạo động bài ngoại nổ ra gần đây trong một số khu người da đen ở Nam Phi.
Sau một thập kỷ tự do cho Nam Phi, Tutu vinh dự được mời tới nói chuyện tại "Quỹ Nelson Mandela" hàng năm. Ngày 23.11.2004, Tutu đã thuyết trình bài mang tên "Look to the Rock from Which You Were Hewn". Bài nói chuyện này, chỉ trích chính phủ do Đại hội Dân tộc Phi kiểm soát, gây ra sự tranh cãi giữa Tutu và Thabo Mbeki, đặt thành vấn đề "quyền phê bình chỉ trích".

#### Chống chính sách kinh tế và tình trạng tham nhũng trong chính phủ
Tutu đã công kích gay gắt giới chóp bu chính trị của Nam Phi, nói rằng đất nước đang"ngồi trên một thùng thuốc súng" vì đã thất bại trong việc làm giảm nghèo, một thập kỷ sau khi chủ nghĩa phân biệt chủng tộc đã chấm dứt. Tutu cũng nói rằng các nỗ lực để thúc đẩy quyền sở hữu kinh tế đen chỉ mang lại lợi ích cho một thiểu số người chóp bu, trong khi sự khuất phục chính trị bên trong "Đại hội Dân tộc Phi" cầm quyền đã cản trở nền dân chủ. Tutu hỏi, "Việc trao quyền đen là gì khi nó dường như không có lợi cho đại đa số, mà chỉ có lợi cho một tầng lớp thượng lưu có xu hướng sẽ được trở lại cầm quyền?"
Tutu đã cảnh báo tình trạng tham nhũng ngay sau khi chính phủ của Đại hội Dân tộc Phi được bầu lại, nói rằng họ "chỉ ngừng việc kiếm tiền mà không tốn công sức bao lâu mà họ thấy là đã đủ cho chính họ". Tháng 8 năm 2006 Tutu đã công khai kêu gọi Jacob Zuma - chính trị gia Nam Phi (nay là Tổng thống) - người đã bị cáo buộc phạm tội tình dục và tham nhũng, hãy từ bỏ cuộc đua để kế nhiệm chức tổng thống của "Đại hội Dân tộc Phi". Ông nói trong một bài nói truyện công khai rằng ông sẽ không có thể ngẩng "cao đầu" mình nếu Zuma trở thành nhà lãnh đạo sau khi bị cáo buộc tội hiếp dâm và tham nhũng. Tháng 9 năm 2006, Tutu lặp đi lặp lại sự chống đối việc Zuma ứng cử làm nhà lãnh đạo "Đại hội Dân tộc Phi" vì Zuma "thiếu đạo đức"."

#### Bạo động bài ngoại năm 2008
Tutu đã lên án cuộc bạo động bài ngoại xảy ra ở một số nơi ở Nam Phi trong tháng 5 năm 2008. Tutu, người đã từng can thiệp trong những năm chủ nghĩa phân biệt chủng tộc để ngăn chặn một đám đông "necklacing" một người đàn ông, nói rằng khi Nam Phi đấu tranh chống lại chủ nghĩa apartheid, họ đã được những người trên khắp thế giới ủng hộ và đặc biệt là những người ở châu Phi. Mặc dù họ nghèo, nhưng những người châu Phi khác đã chào đón người dân Nam Phi như là người tị nạn, và cho phép các phong trào giải phóng Nam Phi đặt căn cứ trong lãnh thổ của họ, ngay cả khi nước họ có thể bị Lực lượng quốc phòng Nam Phi tấn công.. Tutu kêu gọi người dân Nam Phi chấm dứt bạo lực, khiến hàng ngàn người tị nạn đã tìm chỗ nương náu trong các nơi trú ẩn.

### Chủ tịch nhóm The Elders
Ngày 18.7.2007 Nelson Mandela, Graça Machel, và Tutu triệu tập The Elders - một nhóm các nhà lãnh đạo thế giới - tới họp ở Johannesburg, để đóng góp trí tuệ, lòng tốt, tài lãnh đạo và sự liêm chính của họ để giải quyết một số vấn đề khó khăn nhất của thế giới. Mandela đã công bố việc hình thành nhóm trong một bài phát biểu vào ngày sinh nhật thứ 89 của mình. Tutu làm Chủ tịch nhóm này. Các thành viên sáng lập khác có Kofi Annan, Ela Bhatt, Gro Harlem Brundtland, Jimmy Carter, Li Zhaoxing, Mary Robinson, Jonathan Park, Muhammad Yunus và Aung San Suu Kyi, người mà ghế được để trống tượng trưng, vì bà bị giam giữ như một tù nhân chính trị ở Myanmar (không thể tới họp).
"Nhóm này có thể nói cách tự do và mạnh dạn, làm việc vừa công khai, vừa ở đằng sau hậu trường về bất cứ hành động nào cần được thực hiện", Mandela nhận xét như vậy. "Chúng ta sẽ cùng nhau làm việc để hỗ trợ cho lòng can đảm ở nơi có sự sợ hãi, thúc đẩy sự thỏa thuận ở nơi có xung đột, và tạo hy vọng cho nơi có tuyệt vọng". Nhóm The Elders được tài trợ cách độc lập bởi nhóm thành viên sáng lập, trong đó có Sir Richard Branson, Peter Gabriel, Ray Chambers, Michael Chambers, Quỹ Bridgeway, Pam Omidyar, Humanity United, Amy Robbins, Shashi Ruia, Dick Tarlow và Quỹ Liên Hợp Quốc.

### Vai trò trong thế giới đang phát triển

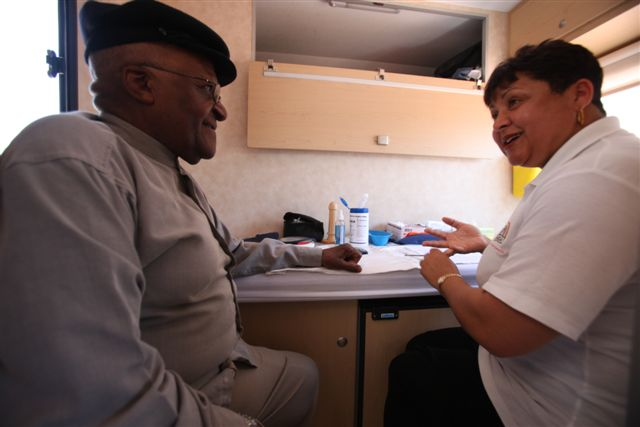
Tổng Giám mục Desmond Tutu được xét nghiệm HIV tại "The Desmond Tutu HIV Foundation's Tutu Tester", một đơn vị xét nghiệm lưu động

Tutu đã tập trung lôi kéo sự chú ý tới các vấn đề như nghèo đói, bệnh AIDS và các chính phủ không dân chủ trong Thế giới thứ ba. Đặc biệt, ông đã tập chú tới các vấn đề ở Zimbabwe và Palestine. Tutu cũng dẫn phái đoàn nhóm The Elders đầu tiên tới Sudan vào tháng 9, tháng 10 năm 2007 để thúc đẩy hòa bình trong cuộc xung đột Darfur. Tutu nói:
"Hy vọng của chúng tôi là có thể giữ cho Darfur ở cương vị nổi bật và thúc đẩy các chính phủ giúp gìn giữ hòa bình trong khu vực".

#### Zimbabwe
Tutu đã lên tiếng chỉ trích các vi phạm nhân quyền ở Zimbabwe cũng như chính sách ngoại giao thầm lặng của chính phủ Nam Phi đối với Zimbabwe. Năm 2007, ông nói việc "ngoại giao thầm lặng" mà Cộng đồng Phát triển Nam Phi (Southern Africa Development Community, vt. là SADC) theo đuổi đã "chẳng làm gì" và ông kêu gọi Anh và phương Tây làm áp lực với SADC, trong đó có Nam Phi, chủ trì các cuộc đàm phán giữa đảng Zanu-PF của Tổng thống Mugabe và phe đối lập Phong trào vì thay đổi Dân chủ (Movement for Democratic Change – Tsvangirai), để định thời hạn chắc chắn cho hành động, với hậu quả sẽ có nếu họ không gặp nhau. Trong quá khứ Tutu thường chỉ trích Robert Mugabe và đã có lần ông mô tả nhà lãnh đạo chuyên quyền Mugabe là "một nhân vật biếm họa của một nguyên mẫu nhà độc tài châu Phi". Năm 2008, ông kêu gọi Cộng đồng quốc tế hãy can thiệp vào Zimbabwe – bằng vũ lực nếu cần. Về phần Mugabe, ông đã gọi Tutu là "một tiểu Giám mục cáu kỉnh, xấu xa và cay đắng".
Tutu thường nói rằng mọi nhà lãnh đạo ở châu Phi phải lên án Zimbabwe: "Thật là một vết nhơ khủng khiếp trên quyển vở của chúng ta. Chúng ta có thực sự quan tâm về nhân quyền, chúng ta có để ý là những người bằng xương bằng thịt, các dân châu Phi bạn bè, đang được đối xử như rác rưởi, hầu như tồi tệ hơn những gì họ đã từng bị đối xử bởi bọn phân biệt chủng tộc điên cuồng?" Sau cuộc bầu cử tổng thống Zimbabwe tháng 4 năm 2008, Tutu tỏ ý hy vọng là Mugabe sẽ từ chức sau khi có tin ban đầu là Mugabe đã thất cử. Tutu khẳng định lại sự ủng hộ quá trình dân chủ và hy vọng rằng Mugabe sẽ tuân theo tiếng nói của người dân.
Tutu nói ông lo sợ rằng cuộc bạo loạn sẽ nổ ra ở Zimbabwe nếu các kết quả bầu cử bị lờ đi. Ông đề nghị gửi lực lượng gìn giữ hòa bình tới khu vực này để bảo đảm sự ổn định.

#### Quần đảo Solomon
Năm 2009, Tutu tham gia việc thiết lập Ủy ban Hòa giải và Sự thật của quần đảo Solomon, theo mô hình ủy ban của Nam Phi cùng tên. Ông phát biểu tại buổi lễ ra mắt chính thức của ủy ban này ở Honiara, ngày 29 tháng 4 năm 2009, nhấn mạnh yêu cầu cần thiết của sự tha thứ để xây dựng hòa bình lâu dài.

### Israel
Tutu đã thừa nhận vai trò quan trọng của người Do Thái trong cuộc đấu tranh chống phân biệt chủng tộc ở Nam Phi và đã lên tiếng ủng hộ mối quan tâm về an ninh của Israel, chống lại cuộc đánh bom tự sát. Ông cũng là người đề xướng và hoạt động tích cực cho đợt vận động đưa đầu tư ra khỏi Israel, vì việc Israel đối xử với những người Palestine cũng tương tự như việc đối xử của chính quyền da trắng với dân da đen Nam Phi trong thời apartheid. Tutu đưa ra sự so sánh này nhân chuyến viếng thăm Jerusalem dịp lễ Giáng sinh năm 1989, khi ông nói rằng ông là một người "da đen Nam Phi, và nếu tôi có thể thay đổi tên gọi, thì một sự mô tả những gì xảy ra ở Dải Gaza và ở Bờ Tây có thể mô tả những sự việc xảy ra ở Nam Phi". Ông cũng đưa ra những bình luận tương tự trong năm 2002, nói về "sự sỉ nhục của những người Palestine phải chịu tại các trạm kiểm soát và các rào chắn đường cũng giống như của chúng tôi khi các viên sĩ quan cảnh sát trẻ người da trắng ngăn không cho chúng tôi đi qua".
Năm 1988, Ủy ban người Do Thái Hoa Kỳ ghi nhận là Tutu chỉ trích kịch liệt quan hệ quân sự và quan hệ khác của Israel với Nam Phi trong thời apartheid, và dẫn lời ông nói rằng chủ nghĩa Zionism (chủ nghĩa phục quốc Do Thái) có "rất nhiều điểm tương đồng với chủ nghĩa phân biệt chủng tộc", vì nó "loại trừ những người dựa trên cơ sở dân tộc hay nguyên nhân khác mà họ không thể kiểm soát". Trong khi Ủy ban người Do Thái Hoa Kỳ chỉ trích một số quan điểm của Tutu, nhưng bác bỏ "tin đồn ngấm ngầm" là ông đã có lời lẽ chống-Semit. (Lời văn chính xác của tuyên bố của Tutu đã được tường thuật khác nhau trong các nguồn khác nhau. Một bài trên tờ "Toronto Star" từ thời kỳ này cho thấy rằng ông mô tả chủ nghĩa Zionism "như là một chính sách dường như có nhiều điểm tương đồng với chủ nghĩa phân biệt chủng tộc, tác dụng là như nhau")
Tutu đưa ra một thông điệp về sự tha thứ trong chuyến viếng thăm Viện bảo tàng Yad Vashem của Israel năm 1989, nói rằng: "Chúa chúng ta sẽ nói là cuối cùng thì điều tích cực có thể đến là tinh thần tha thứ, chứ không phải lãng quên, nhưng tinh thần nói: Chúa ơi, điều này đã xảy ra cho chúng tôi. Chúng tôi cầu nguyện cho những ai đã mang lại điều đó, xin hãy giúp chúng tôi tha thứ cho họ và hãy giúp chúng tôi, để tới lượt chúng tôi sẽ không làm cho những người khác đau khổ". Một số người thấy lời nói này xúc phạm, như rabbi Marvin Hier của Trung tâm Simon Wiesenthal gọi đó là "một sự xúc phạm miễn phí cho người Do Thái và các nạn nhân của chủ nghĩa Quốc xã ở khắp mọi nơi". Tutu đã là đối tượng của sự dèm pha chủng tộc trong chuyến viếng thăm Israel này, với chữ viết của kẻ bôi nhọ "Con heo quốc xã đen" (Black Nazi pig) trên các bức tường của nhà thờ chính tòa thánh George ở Đông Jerusalem, nơi ông cư ngụ.
Năm 2002, khi đưa ra bài nói truyện trước công chúng, ủng hộ việc thôi đầu tư vào Israel, Tutu đã nói "Tôi thật đau lòng. Tôi nói tại sao ký ức của chúng ta quá ngắn. Có anh chị em Do Thái nào của chúng tôi đã quên sự sỉ nhục của họ. Họ đã quên sự trừng phạt tập thể, các vụ phá hủy nhà, trong chính lịch sử của họ sớm như vậy? Họ đã quay lưng lại với truyền thống tôn giáo sâu xa và cao thượng của họ sao? Họ đã quên rằng Thiên Chúa quan tâm sâu xa về người bị áp bức?" Ông lập luận rằng, Israel không bao giờ có thể sống trong an ninh bằng cách đàn áp một dân tộc khác, và nói, "Mọi người đang sợ hãi ở đất nước này (Hoa Kỳ), nói sai là sai bởi vì việc vận động hành lang của người Do Thái là mạnh mẽ - rất mạnh mẽ. Vậy thì sao ? Vì Chúa, đây là thế giới của Chúa ! Chúng ta sống trong một vũ trụ đạo đức. Chính phủ apartheid đã rất mạnh mẽ, nhưng ngày nay nó không còn tồn tại nữa". Lời phát biểu sau đó đã bị một số nhóm người Do Thái chỉ trích, trong đó có Anti-Defamation League (Liên đoàn chống phỉ báng). Khi biên tập và in lại từng phần bài nói chuyện đó trong năm 2005, Tutu đã thay các từ "Jewish lobby" (vận động hành lang của người Do Thái) bằng các từ "pro-Israel lobby" (vận động hành lang thân Israel).
Trong Hội nghị Durban II gây tranh cãi trong tháng 4 năm 2009, luật sư người Mỹ Alan Dershowitz cho Tutu là một "người phân biệt chủng tộc và người tin mù quáng".

#### Các Kitô hữu Palestine
Năm 2003, Tutu nhận vai trò bảo trợ Quốc tế Sabeel, một tổ chức thần học giải phóng Kitô giáo ủng hộ lợi ích của cộng đồng Kitô giáo Palestine và tích cực vận động hành lang bên cạnh Cộng đồng Kitô hữu quốc tế cho việc "đưa đầu tư ra khỏi Israel". Cùng năm, Tutu nhận làm người ủng hộ quốc tế cho Giải thưởng Hòa bình từ Trường Luật Cardozo, một chi nhánh của Đại học Yeshiva, gây ra các vụ phản đối lưa thưa của sinh viên và những sự lên án từ những người đại diện "Trung tâm Simon Wiesenthal" và "Liên đoàn chống Phỉ báng". Một mục ý kiến trên báo Jerusalem Post năm 2006 mô tả ông như "một người bạn của Israel và người Do Thái, mặc dù bị hướng dẫn sai".

#### Dải Gaza
Tutu được Liên Hợp Quốc bổ nhiệm dẫn đầu phái đoàn điều tra việc Israel ném bom trong vụ Vụ rắc rối tại Beit Hanoun 2006. Israel đã từ chối không cho phái đoàn của Tutu nhập cảnh nên tới năm 2008 việc điều tra không thành.
Trong nhiệm vụ tìm hiểu thực tế đó, Tutu đã gọi việc phong tỏa Dải Gaza là hành động ghê tởm và so sánh lối ứng xử của Israel với lối ứng xử của nhóm sĩ quan quân sự cai trị Myanmar.

#### Phản đối Tutu ở Hoa Kỳ
Năm 2011 một số thành viên của "Hiệp hội bệnh tâm thần Hoa Kỳ" đã từ chối tham dự cuộc họp hàng năm của nhóm ở Honolulu để phản đối việc chọn Tutu làm phát ngôn viên vì ông được cho là có những lời phát biểu "bài Do Thái". Dr. Thomas G. Gutheil còn đi xa hơn là rút lui khỏi tổ chức này.
Năm 2007, chủ tịch Đại học St. Thomas ở Minnesota đã hủy bỏ cuộc nói chuyện của Tutu đã được dự kiến trước, với lý do là sự hiện diện của ông có thể khiến một số thành viên trong cộng đồng người Do Thái địa phương bất mãn. Nhiều thành viên trong Ban giảng huấn của trường đã phản đối quyết định này, và một số người mô tả Tutu là nạn nhân của một chiến dịch bôi nhọ. Nhóm Jewish Voice for Peace đã dẫn đầu một chiến dịch gửi thư điện tử kêu gọi Đại học St. Thomas xem xét lại quyết định của mình, khiến ông chủ tịch đã xét lại và mời Tutu tới trường. Tutu khước từ lời mời lại này, thay vào đó ông tới nói chuyện ở "Trung tâm hội nghị Minneapolis" nhân một sự kiện do "Metro State University" tổ chức. Tuy nhiên, 2 ngày sau Tutu đã tới nói chuyện ở đại học St. Thomas, sau khi chấm dứt cuộc viếng thăm "Metro State University".
"Có những người đã thử nói "Tutu không nên tới (Đại học St.Thomas) để nói chuyện." Tôi ở cách xa đây 10.000 dặm và tôi tự nghĩ: "À, không", bởi vì ở đây có nhiều người đã nói "Không, hãy đến và nói chuyện",Tutu nói. "Mọi người đã đến và đứng lên và đã có các phát biểu rằng "Hãy để cho Tutu nói". [Metropolitan State University] nói:" Dù thế nào, ông ta có thể đến và nói chuyện ở đây. "Giáo sư Toffolo và những người khác nói: "Chúng tôi ủng hộ ông.' Vì vậy, chúng ta hãy ủng hộ họ".

### Trung quốc
Năm 2007 Tutu viết thư cho chính phủ Trung Quốc yêu cầu thả nhà bất đồng chính kiến Dương Kiến Lợi. Ông chỉ trích Trung Quốc là đã không làm gì nhiều chống lại cuộc xung đột Darfur. Trong cuộc Bạo động năm 2008 tại Tây Tạng, Tutu ca tụng Đạt-lại Lạt-ma thứ 14 và nói rằng chính phủ Trung quốc phải "nghe theo những lời yêu cầu [của ông ta] để... không bạo hành thêm nữa". Sau đó ông nói tại một cuộc mít tinh kêu gọi các nhà lãnh đạo quốc gia khắp thế giới không tới dự Lễ khai mạc Thế vận hội Mùa hè 2008 "vì dân tộc Tây Tạng".

### Vai trò ở Liên Hợp Quốc
Năm 2003, ông được bầu vào Ban Giám đốc "Quỹ Ủy thác cho các nạn nhân" của Tòa án Hình sự Quốc tế. Năm 2006 ông được bổ nhiệm làm thành viên của ban cố vấn của Liên Hợp Quốc về phòng, chống tội diệt chủng.
Tuy nhiên, Tutu cũng chỉ trích Liên Hợp Quốc, đặc biệt về vấn đề Tây Papua. Tutu bày tỏ sự ủng hộ phong trào độc lập Tây Papua, chỉ trích vai trò của Liên Hợp Quốc trong việc để cho Indonesia tiếp quản Tây Papua. Tutu nói: "Trong nhiều năm người dân Nam Phi đã phải chịu dưới ách áp bức và phân biệt chủng tộc. Nhiều người tiếp tục bị đàn áp tàn bạo, phẩm cách cơ bản như là con người của họ bị từ chối. Một dân tộc giống như vậy là dân tộc Tây Papua."
Tutu được bổ nhiệm đứng đầu phái bộ Liên Hợp Quốc tìm hiểu thực tế vụ việc ở thị trấn Beit Hanoun thuộc Dải Gaza, nơi mà trong vụ Vụ rắc rối tại Beit Hanoun 2006 Lực lượng Phòng vệ Israel đã giết 19 thường dân sau khi đội quân tiến hành xong cuộc đột nhập kéo dài một tuần lễ nhằm mục đích kiềm chế "vụ người Palestine bắn hỏa tiễn vào Israel năm 2006" từ thị trấn này. Theo chủ tịch Hội đồng Nhân quyền Liên Hợp Quốc,Luis Alfonso De Alba thì Tutu dự định đi tới lãnh thổ Palestine để "đánh giá tình trạng của các nạn nhân, xem xét giải quyết các nhu cầu của những người sống sót và đưa ra các khuyến nghị về cách thức và phương tiện để bảo vệ thường dân Palestine chống lại các cuộc tấn công tiếp tục của Israel". Các quan chức Israel bày tỏ lo ngại rằng bản báo cáo sẽ thiên vị chống lại Israel. Tutu hủy bỏ chuyến đi vào giữa tháng Mười Hai, nói rằng Israel đã từ chối cấp cho ông giấy phép du hành cần thiết sau hơn một tuần lễ thảo luận.
Tuy nhiên, Tutu và giáo viên đại học người Anh Christine Chinkin nay được sắp đặt tới thăm Dải Gaza qua lối Ai Cập và sẽ nộp một báo cáo cho Hội đồng Nhân quyền tại kỳ họp tháng 9 năm 2008.

## Chính kiến

#### Chống nghèo khổ
Trước Hội nghị thượng đỉnh G8 lần thứ 31 ở Gleneagles, Scotland, năm 2005, Tutu kêu gọi các nhà lãnh đạo thế giới thúc đẩy mậu dịch tự do với các nước nghèo hơn. Tutu cũng kêu gọi chấm dứt việc đánh thuế cao các thuốc chống bệnh AIDS.
Sau hội nghị thượng đỉnh này, các nhà lãnh đạo G8 đã cam kết tăng cường viện trợ cho các nước đang phát triển 48 tỷ dollar Mỹ một năm vào năm 2010. Hơn nữa, họ đã hứa danh dự rằng họ sẽ làm hết sức mình để hoàn tất quyền tiếp cận phổ cập trong phòng chống và điều trị cho hàng triệu, triệu người trên toàn cầu bị đe dọa bởi HIV/AIDS.
Trước khi Hội nghị Thượng đỉnh G8 lần thứ 32 tại Heiligendamm, Đức trong năm 2007, Tutu kêu gọi các nước G8 tập chú vào tình trạng nghèo khổ ở Thế giới thứ ba. Sau khi Hội nghị Thượng đỉnh Thiên niên kỷ vào năm 2000, có vẻ như các nhà lãnh đạo thế giới đã quả quyết như chưa hề có trước đây, là đặt ra và đáp ứng các mục tiêu cụ thể liên quan đến nghèo đói cùng cực.

#### Chống chủ trương hành động đơn phương
Tháng Giêng năm 2003, Tutu công kích thái độ của thủ tướng Anh Tony Blair trong việc ủng hộ tổng thống Hoa Kỳ George W. Bush về vấn đề Iraq. Liên minh giữa Hoa Kỳ và Anh đã dẫn đến cuộc chiến tranh Iraq nổ ra vào cuối năm đó. Tutu hỏi tại sao Iraq bị chọn (để tấn công), trong khi châu Âu, Ấn Độ và Pakistan cũng có nhiều vũ khí hủy diệt hàng loạt.
Tháng 10 năm 2004, Tutu xuất hiện trong vở kịch ở Off Broadway, New York, gọi là Guantanamo – Honor-bound to Defend Freedom. Vở kịch này chỉ trích mạnh mẽ việc Hoa Kỳ đối xử với các tù nhân bị giam ở Vịnh Guantánamo. Tutu đóng vai Lord Justice Steyn, một thẩm phán đã yêu cầu chứng minh sự hợp pháp của chế độ giam giữ.
Tháng Giêng năm 2005, Tutu thêm tiếng nói của mình vào sự bất đồng ngày càng tăng về những kẻ bị tình nghi là quân khủng bố bị giữ tại Camp X-Ray ở Vịnh Guantánamo, Cuba, đề cập tới những vụ giam giữ mà không đưa ra xét xử là "hoàn toàn không thể chấp nhận được". Tutu so sánh các vụ giam gìữ này với các vụ giam giữ dưới chế độ Apartheid. Tutu cũng nhấn mạnh là khi Nam Phi sử dụng các phương pháp đó thì đã bị lên án, nhưng khi các cường quốc như Anh và Hoa Kỳ cũng dùng tới cường lực như vậy thì thế giới lại lặng im và trong sự lặng im này họ đã chấp nhận những phương pháp đó dù chúng vi phạm các quyền chủ yếu của con người.
Tháng 2 năm 2006, Tutu nhắc lại những tuyên bố này sau khi một báo cáo của Liên Hợp Quốc được công bố, trong đó kêu gọi đóng cửa trại giam này. Tutu nói rằng trại Guantanamo là một vết nhơ trên danh tiếng của Hoa Kỳ, trong khi pháp luật ở Anh đưa ra một thời hạn tạm giam 28 ngày đối với các nghi phạm khủng bố là "quá đáng" và "không thể biện hộ được". Tutu đã chỉ ra rằng các lập luận tương tự đã được đưa ra ở Anh và Hoa Kỳ mà chế độ phân biệt chủng tộc Nam Phi đã sử dụng. Tutu nói:"Thật là hổ thẹn và người ta không thể tìm thấy từ đủ mạnh mẽ để lên án những gì mà Anh và Hoa Kỳ cùng một số đồng minh của họ đã chấp nhận". Tutu cũng công kích mưu toan đã thất bại của Tony Blair nhằm giữ các nghi phạm khủng bố ở Anh lên đến 90 ngày mà không kết tội. "90 ngày đối với một người Nam Phi là một cảm giác khủng khiếp đã trải qua, bởi vì chúng tôi đã có luật giam giữ 90 ngày ở Nam Phi trong thời kỳ tồi tệ xưa ", ông nói. Dưới thời apartheid, cũng như tại Guantanamo, người ta đã bị giữ trong các "thời gian dài quá đáng" rồi sau đó được thả, ông nói.
Năm 2007, Tutu nói rằng "cuộc chiến chống khủng bố" toàn cầu sẽ không thể thắng nếu dân chúng sống trong những hoàn cảnh tuyệt vọng. Tutu nói rằng sự chênh lệch toàn cầu giữa người giàu và người nghèo tạo ra sự bất ổn định.

#### HIV, AIDS và Lao

Desmond Tutu HIV Foundation

Tutu là người đấu tranh không mệt mỏi cho y tế và nhân quyền, và đặc biệt đã lớn tiếng ủng hộ việc kiểm soát bệnh lao và HIV. Ông là người bảo trợ "Quỹ HIV Desmond Tutu", một tổ chức bất vụ lợi, và làm chủ tịch danh dự của "Global AIDS Alliance" cùng người bảo trợ TB Alert, một tổ chức từ thiện có tính quốc tế của Anh. Năm 2003 "Trung tâm HIV Desmond Tutu" được thiết lập ở Cape Town, trong khi "Trung tâm TB Desmond Tutu" được thành lập ở Đại học Stellenbosch năm 2003. Tutu bị lao từ thời trẻ và đã tích cực giúp đỡ những người bị bệnh, đặc biệt là trường hợp tử vong vì bệnh lao và HIV/AIDS đã trở thành cố kết ở Nam Phi. Tutu nói: "Những người các anh làm việc chăm sóc cho những người bị AIDS và bệnh lao là lau giọt nước mắt khỏi mắt của Chúa.
Ngày 20.4.2005, sau khi Hồng y Joseph Ratzinger được bầu làm Giáo hoàng Biển Đức XVI, Tutu nói ông buồn là Giáo hội Công giáo Rôma không nghĩ đến thay đổi thái độ chống đối việc dùng bao cao su trong đấu tranh chống HIV/AIDS ở châu Phi: "Chúng tôi đã hy vọng có một người cởi mở hơn đối với những phát triển gần đây trên thế giới, toàn bộ vấn đề chức giáo sĩ của phụ nữ và một quan điểm hợp lý hơn đối với việc dùng bao cao su cùng HIV/AIDS."
Năm 2007, Các thống kê được công bố chỉ ra số lượng người nhiễm HIV và AIDS ở Nam Phi thấp hơn so với suy nghĩ trước đây. Tuy nhiên, Tutu gọi những thống kê này là "sự an ủi nhạt nhẽo" vì không thể chấp nhận là mỗi ngày ở Nam Phi có tới 600 người chết vì bệnh AIDS. Tutu cũng khiển trách chính phủ vì đã lãng phí thời gian thảo luận về cái gì gây ra HIV/AIDS, mà đặc biệt là các công kích Mbeki và Bộ trưởng Y tế Manto Tshabalala-Msimang [ về lập trường chối bỏ bệnh AIDS của họ.

#### Cải cách Giáo hội
Năm 2002, Tutu kêu gọi cải cách giáo hội Anh giáo về vấn đề chọn vị lãnh đạo của giáo hội, Đức Tổng Giám mục Canterbury, như thế nào. Việc bổ nhiệm cuối cùng là do Thủ tướng Chính phủ Anh và do đó Tutu cho rằng quá trình lựa chọn sẽ chỉ thích hợp với dân chủ và tính đại diện, khi mối liên kết giữa giáo hội và nhà nước được phá vỡ. Tháng 2 năm 2006, Tutu đã tham gia cuộc họp lần thứ 9 của Hội đồng Giáo hội thế giới, tổ chức tại Porto Alegre, Brasil. Ở đó, ông thể hiện cam kết của mình vào chủ trương đại kết và biểu dương những nỗ lực của các giáo hội Kitô giáo nhằm thúc đẩy đối thoại để giảm bớt sự khác biệt giữa các giáo hội. Đối vớiTutu, "một giáo hội thống nhất là không có ngoại lệ tùy chọn".

#### Nữ quyền
Ngày 8.3.2009, Desmond Tutu tham gia cuộc vận động "Châu Phi ủng hộ Nữ quyền" Lưu trữ ngày 20 tháng 1 năm 2022 tại Wayback Machine được "Liên đoàn quốc tế Nhân quyền", "Trung tâm Nghiên cứu Nhân quyền và Dân chủ châu Phi", "Phụ nữ châu Phi đoàn kết", Women's Aid Collective (WACOL), Women in Law and Development in Africa (WILDAF), Women and Law in South Africa (WLSA) cùng hàng trăm tổ chức nhân quyền và nữ quyền khác ở châu Phi phát động. Đợt vận động này nhằm lôi kéo sự chú ý tối đa tới vấn đề nữ quyền để gia tăng áp lực buộc các chính phủ châu Phi phải phê chuẩn những văn kiện bảo vệ nữ quyền của khu vực và quốc tế, và chấm dứt bạo lực cùng phân biệt đối xử với phụ nữ.
Năm 1994, Tutu nói rằng ông tán thành phương pháp ngừa thai nhân tạo và nói rằng việc phá thai phải được chấp nhận trong nhiều trường hợp, chẳng hạn như trường hợp loạn luân và hiếp dâm. Ông đặc biệt hoan nghệnh các mục tiêu của Hội nghị quốc tế về Dân số và Phát triển ở Cairo.

#### Biến đổi khí hậu
Tutu đã tham dự Hội nghị Liên Hợp Quốc về Biến đổi khí hậu 2009 ở Copenhagen. Ông đã phát biểu trước cử tọa trong Hội nghị này. Tutu cũng là "Climate Ally" trong đợt vận động "tck tck tck Time for Climate Justice" của Diễn đàn Nhân đạo toàn cầu và sứ giả của 350.org.

### Hoạt động nhân đạo khác
Năm 2009 Tutu tham gia dự án "Soldiers of Peace" (Các chiến binh Hòa bình), một phim chống mọi cuộc chiến tranh và cho hòa bình toàn cầu.
Cũng năm 2009, cùng với các ông sếp trứ danh và những người nổi tiếng khác như Daniel Boulud và Jean Rochefort, Desmond Tutu đã ủng hộ Chiến dịch "Không đói" của tổ chức Action Against Hunger (Hành động chống Đói), kêu gọi cựu phó tổng thống Hoa Kỳ Al Gore hãy làm một phim tài liệu về nạn đói trên thế giới.

### Vai trò giáo viên đại học

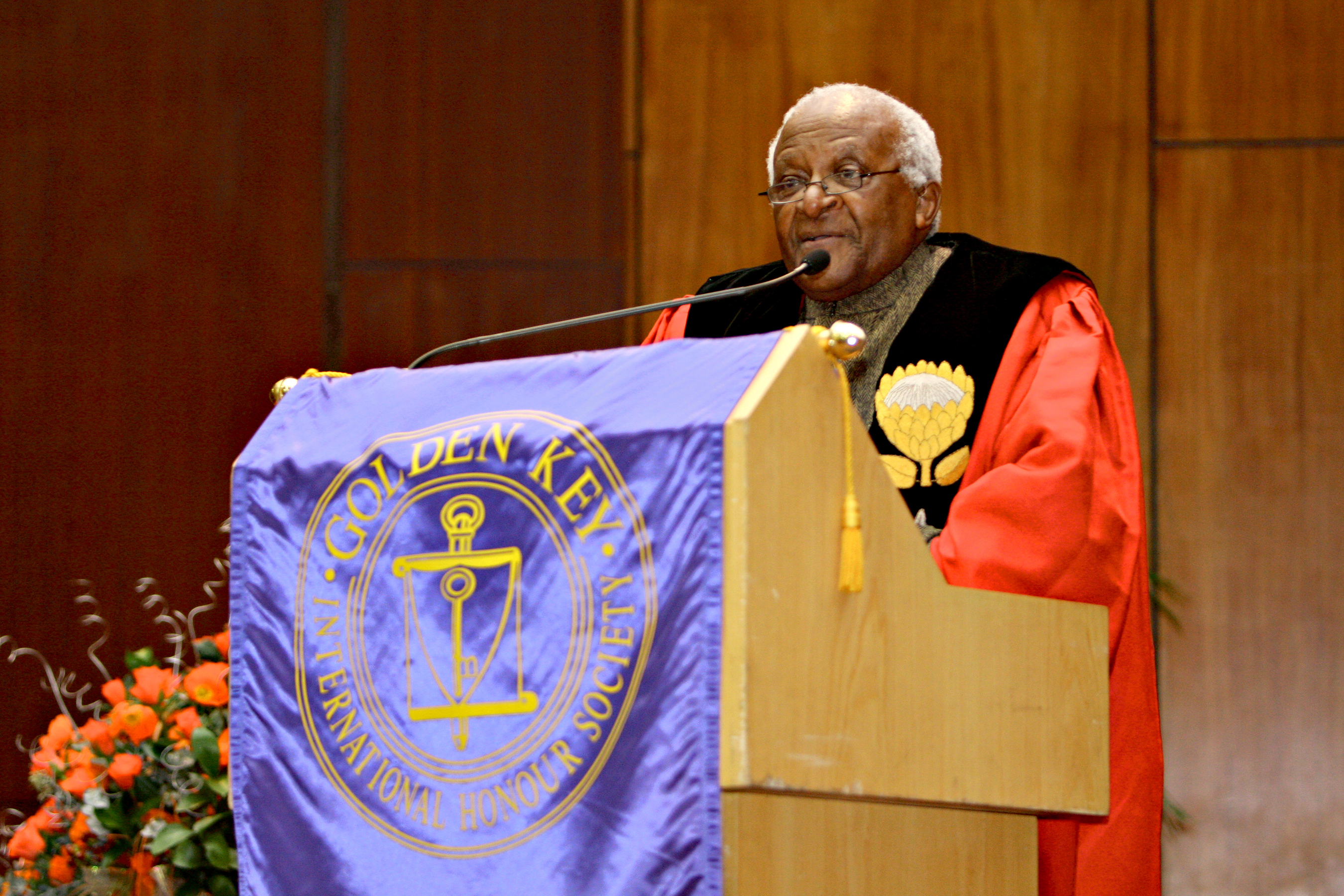
Tutu đưa ra bài phát biểu chính tại buổi lễ công nhận thành viên mới của Đại học Western Cape, 2009

Năm 1998, ông được bổ nhiệm chức giáo sư thỉnh giảng Robert W. Woodruff tại Đại học Emory, Atlanta. Năm sau ông trở lại Đại học Emory với tư cách Giáo sư thỉnh giảng lỗi lạc (Visiting Distinguished Professor) William R Cannon.
Năm 2000, ông thành lập "Quỹ Hòa bình Desmond Tutu" để tài trợ cho "Trung tâm Hòa bình Desmond Tutu" ở Cape Town. Năm sau ông phát động "Quỹ Hòa bình Desmond Tutu Hoa Kỳ", để làm việc với các trường đại học trong phạm vi cả nước nhằm tạo ra chức lãnh đạo các học viện nhấn mạnh về hòa bình, công bằng xã hội và hòa giải.
Năm 2001, "Hội giáo dục Desmond Tutu", với sự tài trợ của Quỹ W.K. Kellogg, đưa ra "Giải thưởng các nhân vật huyền thoại theo dấu chân Desmond Tutu" để nhìn nhận vai trò lãnh đạo trong cuộc chiến cho nhân quyền, nghiên cứu, chống định kiến, và xóa đói giảm nghèo. Từ năm 2004, ông là giáo sư thỉnh giảng tại King's College London. Năm 2007 và năm 2010, ông cùng 600 sinh viên đại học đi biển quanh thế giới với chương trình "Học kỳ trên biển" (Semester at Sea).
Tutu là đồng chủ tịch "Nhóm ủng hộ" chiến dịch 1GOAL Giáo dục cho mọi người được Hoàng hậu Rania của Jordan phát động trong tháng 8 năm 2009 nhằm mục đích bảo đảm việc học cho khoảng 72 triệu trẻ em trên khắp thế giới không được học hành, phù hợp với Mục tiêu Phát triển Thiên niên kỷ về Giáo dục cho mọi người tới năm 2015, cho họ cơ hội được giáo dục thông qua đợt vận động 1Goal của FIFA.

#### Bộ gien đơn bội
Trong nỗ lực liên tục để nghiên cứu sự đa dạng của các bộ gien đơn bội (genome) của con người, Tutu đã tặng một số tế bào riêng của mình cho dự án trên. Các tế bào này đã được sắp xếp theo trình tự chuỗi như một bản mẫu cho một cá thể người Bantu đại diện cho những người nói tiếng Sotho-Tswana và tiếng Nguni (xuất bản: tháng 2 năm 2010).

### Một thế giới trẻ
Desmond Tutu đã ghi tên làm một trong các cố vấn của tổ chức One Young World (Một thế giới trẻ) – một tổ chức phi lợi nhuận hy vọng mang 1.500 nhà lãnh đạo trẻ toàn cầu của ngày mai từ mọi nước trên thế giới lại với nhau.

## Đời tư
Ngày 2.7.1955, Tutu kết hôn với Nomalizo Leah Shenxane, một giáo viên mà ông đã quen từ thời còn là sinh viên. Họ có bốn người con: Trevor Thamsanqa Tutu, Theresa Thandeka Tutu, Naomi Nontombi Tutu và Mpho Andrea Tutu, cả bốn đều học trường Waterford Kamhlaba ở Swaziland.
Người con trai của ông, Trevor Tutu, gây ra vụ đe dọa đánh bom tại sân bay East London vào năm 1989 và đã bị bắt. Năm 1991, anh bị kết án vi phạm Luật Hàng không dân dụng vì tuyên bố dối trá là có một quả bom trên máy bay của hãng hàng không South African Airways ở sân bay East London. Vụ đe dọa đánh bom này làm cho chuyến bay tới Johannesburg phải hoãn lại hơn 3 giờ, khiến cho hãng South African Airways tốn mất số tiền 28.000 rand Nam Phi. Vào thời điểm đó, Trevor Tutu công bố ý định kháng cáo bản án của mình, nhưng đã không có mặt ở phiên tòa phúc thẩm. Anh đã bị tịch thu số tiền thế chấp 15.000 rand Nam Phi. Anh tới hạn bắt đầu chấp hành hình phạt của mình vào năm 1993, nhưng không đến trình diện với giới chức nhà tù, cuối cùng anh đã bị bắt ở Johannesburg trong tháng 8 năm 1997. Anh đã nộp đơn xin ân xá tại Truth and Reconciliation Commission (Ủy ban Sự thật và Hòa giải) và được chấp thuận năm 1997, sau đó được phóng thích khỏi nhà tù Goodwood ở Cape Town, nơi anh bắt đầu thụ án phạt giam 3 năm rưỡi sau khi một tòa án ở thành phố East London, Eastern Cape (đông nam Nam Phi) từ chối không cho anh nộp tiền thế chấp tại ngoại.
Naomi Tutu học ở "Trường Ngoại giao và Thương mại quốc tế Patterson" thuộc Đại học Kentucky và theo chân cha làm nhà hoạt động nhân quyền. Naomi đã lập ra "Quỹ Phát triển và Trợ cấp Tutu" ở Nam Phi, có trụ sở ở Hartford, Connecticut. Hiện nay Naomi là người điều phối chương trình cho "Viện quan hệ chủng tộc" (Race Relations Institute) ở Đại học Fisk, tại Nashville, Tennessee.
Mpho Tutu, cũng nối gót theo cha và năm 2004 đã được cha mình phong chức giáo sĩ giáo phái Episcopal. Cô cũng là người sáng lập và làm giám đốc điều hành "Viện cầu nguyên và hành hương Tutu" (Tutu Institute for Prayer and Pilgrimage) đồng thời làm trưởng Ban "Liên minh AIDS toàn cầu" (Global AIDS Alliance).
Năm 1997, Tutu bị chẩn đoán mắc bệnh Ung thư tuyến Tiền liệt và được chữa trị thành công ở Hoa Kỳ. Sau đó ông trở thành người đỡ đầu "Quỹ Ung thư tuyến Tiền liệt Nam Phi" (South African Prostate Cancer Foundation) được thành lập năm 2007.
Từ sinh nhật thứ 79, Tutu thực hiện việc rút lui khỏi sinh hoạt xã hội công cộng từng giai đoạn, đầu tiên là chỉ có mặt mỗi tuần một ngày tại văn phòng của ông cho đến cuối tháng 2 năm 2011. Ngày 23 tháng 5 ở Shrewsbury Massachusetts, Tutu đã làm điều được cho là sự kiện công cộng lớn cuối cùng của ông ở bên ngoài Nam Phi. Tutu sẽ thi hành các cam kết của mình cho tới hết tháng 5 năm 2011 và sẽ không đưa ra thêm cam kết nào nữa.
Tổng giám mục Desmond Tutu qua đời ngày 26 tháng 12 năm 2021 tại Cape Town, hưởng thọ 90 tuổi.

## Vinh dự

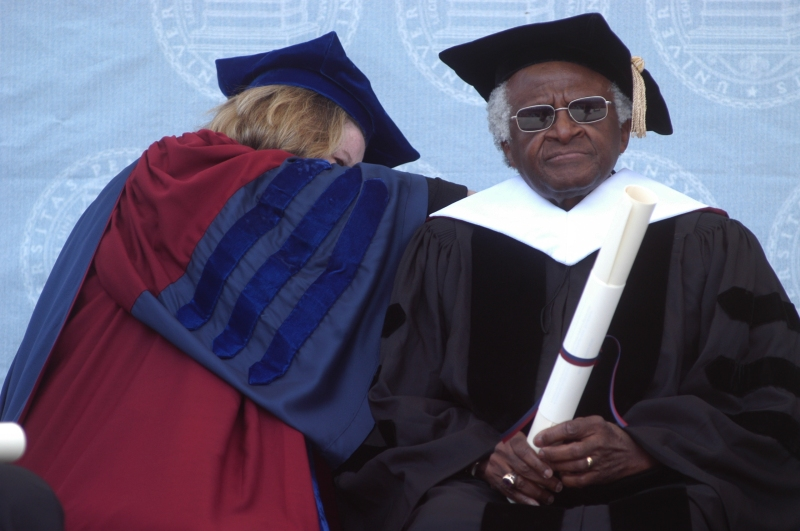
Tutu tại Đại học Pennsylvania

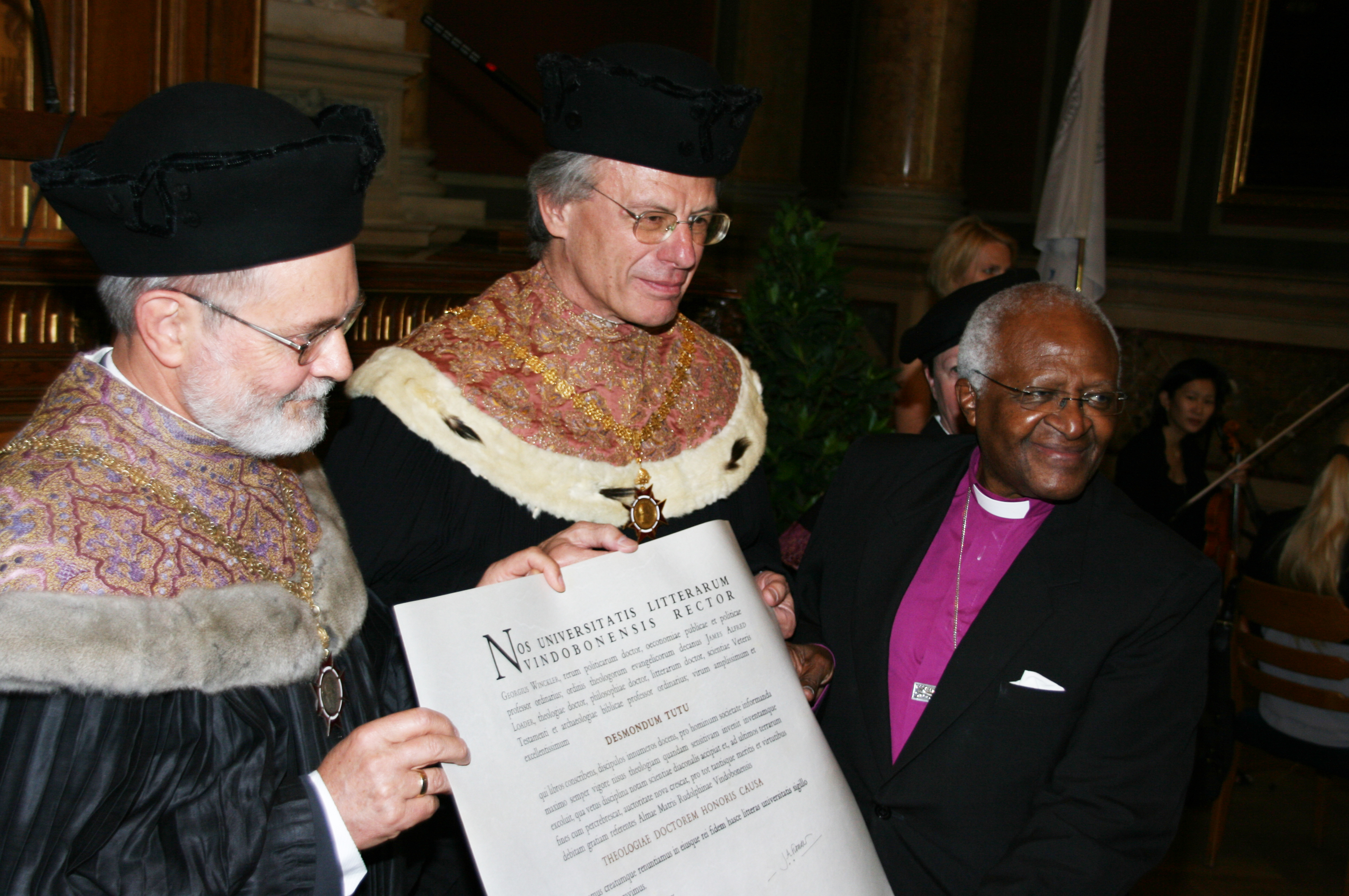
Dr. Desmond Tutu tại Phân khoa Thần học ở Vienne

Dưới đây là một số giải thưởng và Vinh dự của Desmond Tutu:
- 1978: Tutu được trao chức thành viên Ban quản trị King's College London, nơi ông từng là cựu sinh viên. Ông trở lại King's College năm 2004 làm giáo sư thỉnh giảng môn "Nghiên cứu sau Xung đột" (Post-Conflict Studies). Câu lạc bộ hộp đêm của sinh viên được đặt theo tên ông.[96]
- 16.10.1984: Giám mục Desmond Tutu được trao Giải Nobel Hòa bình. Ủy ban giải Nobel đã nêu "vai trò của ông như nhân vật lãnh đạo thống nhất trong chiến dịch giải quyết vấn đề phân biệt chủng tộc ở Nam Phi".[97]
- 1986: Giải Albert Schweitzer cho chủ nghĩa nhân đạo
- Năm 1987 Tutu được trao Giải Pacem in Terris.[98] Giải này được gọi theo tông thư cùng tên năm 1963 của Giáo hoàng Gioan XXIII kêu gọi mọi người có thiện chí bảo đảm hòa bình giữa các dân tộc.[99]
- Năm 1992, ông được trao Bishop John T. Walker Distinguished Humanitarian Service Award.
- 1998: Bắc Đẩu Bội tinh hạng Grand Officier (Pháp)
- 1998: Giải Ý thức toàn cầu (Planetary Consciousness Award)
- 1999: Huân chương Công trạng của Cộng hòa Liên bang Đức (Verdienstorden der Bundesrepublik Deutschland) hạng Đại Thập Tự
- 1999: Huy chương Wilberforce (Anh)
- Tháng 6 năm 1999, Tutu được bầu làm thành viên danh dự trong Ban quản trị của trường Sidney Sussex College thuộc Đại học Cambridge, nơi đây ông đã được trao bằng Doctor of Divinity danh dự.
- 1999: Giải Hòa bình Sydney (Úc)
- 2001: Tutu được "Đại học Stellenbosch"trao chức Hội viên danh dự của "Golden Key International Honour Society".[100]
- 2004: Giải Hòa bình Gandhi (Ấn Độ)
- 2006: Tutu được bổ nhiệm làm người bảo trợ danh dự của University Philosophical Society, Trinity College, Dublin.
- 2008, Thống đốc Rod Blagojevich tiểu bang Illinois công bố lấy ngày 13 tháng 5 là 'Ngày Desmond Tutu'. Trong dịp tới thăm Illinois, Tutu được trao "Giải chức lãnh đạo Lincoln" (Lincoln Leadership Prize) và mở tấm che khai mạc bức hình chân dung của ông trưng bày trong Thư viện Tổng thống Abraham Lincoln ở Springfield.[101]
- Tháng 10 năm 2008, Tutu được trao Huy chương Wallenberg của Đại học Michigan nhìn nhận công việc bảo vệ nhân quyền và nhân phẩm suốt đời ông.
- Tháng 11 năm 2008, Tutu được trao giải J. William Fulbright Prize for International Understanding.
- 2009: Huân chương Tự do Tổng thống (Hoa Kỳ)[102]
- Ngày 8.5.2009, Tutu được trao bằng tiến sĩ danh dự của Michigan State University. Hai ngày sau, ông nhận bằng tiến sĩ danh dự của University of North Carolina at Chapel Hill.[103][104]
- Ngày 10.6.2009: Tiến sĩ danh dự của Đại học Bangor, xứ Wales
- Ngày 12.6.2009: Tiến sĩ Thần học danh dự của Đại học Vienne "Doctor Theologiae honoris causa" Lưu trữ ngày 7 tháng 10 năm 2011 tại Wayback Machine.
- 2009: Nhà thờ chính tòa Southwark đặt tên hai loại hoa hồng mới theo tên ông và bà vợ Leah Tutu để vinh danh nhân "Cuộc triển lãm Hoa RHS 2009" ở Hampton Court Palace. Dịp này ca đoàn Southwark Cathedral Merbecke Choir đã trình diễn buổi hòa nhạc ở Nhà thờ chính tòa Southwark ngày 11.7.2009 trước sự hiện diện của ông và bà vợ.[105][106]
- 2009: Ông nhận "Giải lãnh đạo tinh thần" của Phong trào Humanity's Team quốc tế[107][108]

## Xuất hiện trên phim và phương tiện truyền thông

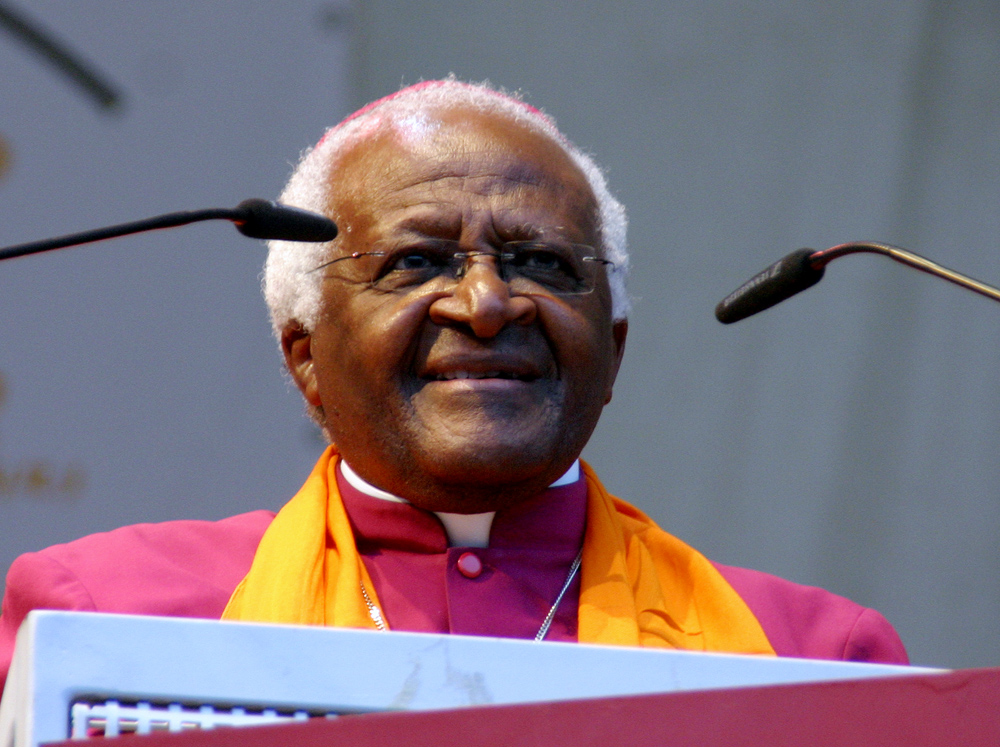
Tutu tại "Deutscher Evangelischer Kirchentag" 2007

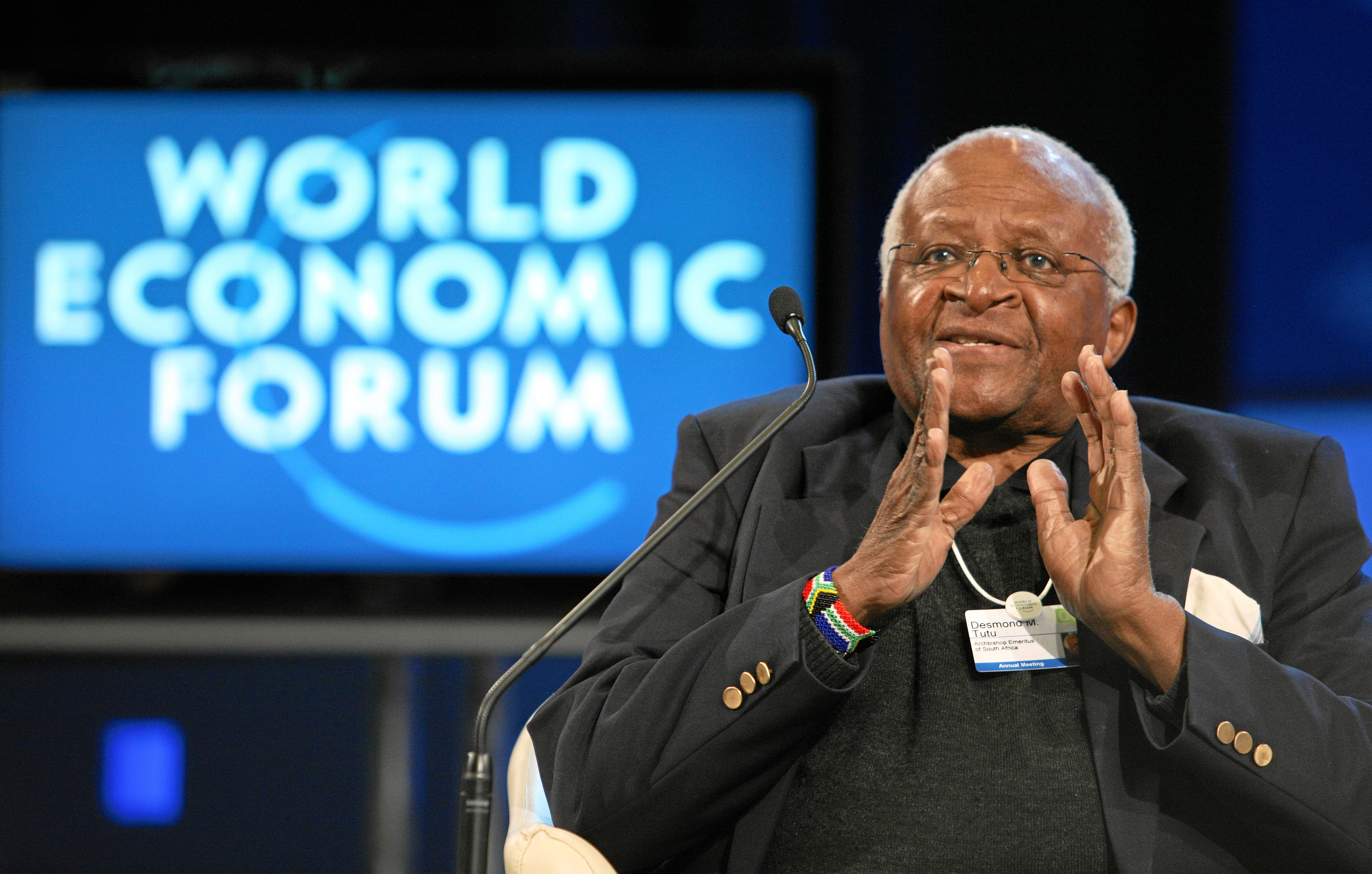
Tutu tại Diễn đàn Kinh tế thế giới 2009

- The Late Late Show with Craig Ferguson (mà Ferguson đoạt Giải Peabody) (2009)
- Iconoclasts Desmond Tutu và Richard Branson (2008)
- I Am Because We Are (2008)
- For the Bible Tells Me So (2007)
- Virgin Radio (2007) – Tutu tiếp xúc với Virgin Radio ngày 15.10.2007 trong chương trình điện đàm "Who's Calling Christian" trong đó cá người nổi tiếng gọi tới để tăng lên số tiền đáng kể cho việc từ thiện.
- The Foolishness of God: Desmond Tutu and Forgiveness (2007) (hậu sản xuất)
- Our Story Our Voice (2007)
- 2006 Trumpet Awards (2006) (TV)
- Nobelity DVD (2006)
- De skrev historie (1 tập, 2005)
- The Shot That Shook the World (2005) (TV)
- The Peace! DVD (2005) (V)
- The Charlie Rose Show (1 tập, 2005)
- Out of Africa: Heroes and Icons (2005) (TV)
- Big Ideas That Changed the World (2005) (mini) TV Series
- Breakfast with Frost (3 tập, 2004–2005)
- Tavis Smiley (1 tập, 2005)
- The South Bank Show (1 tập, 2005)
- Wall Street: A Wondering Trip (2004) (TV)
- The Daily Show (1 tập, 2004)
- Bonhoeffer (2003)
- Long Night's Journey Into Day (2000)
- Epidemic Africa (1999)
- Cape Divided (1999)
- A Force More Powerful (1999)
- Gimme Hope Jo'anna đĩa đơn nổi tiếng 1988 của Eddy Grant coi Tutu như "The Archbishop who's a peaceful man" (Vị Tổng Giám mục là một người hòa bình), đã bị chính phủ Nam Phi cấm
- Tutu album 1986 của Miles Davis hiến tặng Tutu. Phần tiêu đề do Marcus Miller viết, đã trở thành một tiêu chuẩn phối hợp nhạc jazz.

## Các bài viết
Tutu đã đóng góp vào lãnh vực tâm lý xã hội. Các bài viết của ông đăng trên tạp chí "Greater Good" do Greater Good Science Center của Đại học California tại Berkeley xuất bản. Các đóng góp của ông trong đó có việc giải thích nghiên cứu khoa học tận gốc rễ của lòng từ bi, lòng vị tha, và các mối quan hệ hòa bình của con người. Bài viết gần đây nhất của ông trên tạp chí Greater Greater có tên là: Why to Forgive", trong đó xem xét vì sao sự tha thứ không chỉ bổ ích cá nhân, mà còn là sự cần thiết chính trị để cho phép Nam Phi có một sự bắt đầu mới. Tuy nhiên, Tutu c ũng nói rằng sự tha thứ không phải là nhắm mắt làm ngơ đối với những sai trái; việc hòa giải đích thực phải phơi bày cho thấy sự khủng khiếp, lạm dụng, nỗi đau thể xác và tinh thần, sự thật. Nó thậm chí đôi khi có thể làm cho các việc trở nên tồi tệ hơn. Nó là một công việc nguy hiểm nhưng cuối cùng nó cũng đáng giá, bởi vì rốt cuộc chỉ có một cuộc đối đầu trung thực với thực tế mới có thể chữa lành bệnh.
Tutu là tác giả của 7 bộ tập hợp các bài thuyết giáo và những bài viết khác: 
- Crying in the Wilderness, Eerdmans, 1982. ISBN 978-0-8028-0270-5
- Hope and Suffering: Sermons and Speeches, Skotaville, 1983. ISBN 978-0-620-06776-8
- The Words of Desmond Tutu, Newmarket, 1989. ISBN 978-1-55704-719-9
- Worshipping Church in Africa, Duke University Press, 1995. ASIN B000K5WB02
- The Essential Desmond Tutu, David Phillips Publishers, 1997. ISBN 978-0-86486-346-1
- No Future without Forgiveness, Doubleday, 1999. ISBN 978-0-385-49689-6
- An African Prayerbook, Doubleday, 2000. ISBN 978-0-385-47730-7
- God Has a Dream: A Vision of Hope for Our Time, Doubleday, 2004. ISBN 978-0-385-47784-0
- The Rainbow People of God: The Making of a Peaceful Revolution, Doubleday, 1994. ISBN 978-0-385-47546-4

Tutu cũng là đồng tác giả nhiều sách:
- "Bounty in Bondage: Anglican Church in Southern Africa – Essays in Honour of Edward King, Dean of Cape Town" with Frank England, Torguil Paterson, and Torquil Paterson (1989)
- "Resistance Art in South Africa" with Sue Williamson (1990)
- The Rainbow People of God with John Allen (1994)
- "Freedom from Fear: And Other Writings" with Václav Havel và Aung San Suu Kyi (1995)
- "Reconciliation: The Ubuntu Theology of Desmond Tutu" with Michael J. Battle (1997)
- "Exploring Forgiveness" with Robert D. Enright and Joanna North (1998)
- "Love in Chaos: Spiritual Growth and the Search for Peace in Northern Ireland" with Mary McAleese (1999)
- "Race and Reconciliation in South Africa (Global Encounters: Studies in Comparative Political Theory)" with William Vugt and G. Daan Cloete (2000)
- "South Africa: A Modern History" with T.R.H. Davenport and Christopher Saunders (2000)
- "At the Side of Torture Survivors: Treating a Terrible Assault on Human Dignity" with Bahman Nirumand, Sepp Graessner and Norbert Gurris (2001)
- "Place of Compassion" with Kenneth E. Luckman (2001)
- "Passion for Peace: Exercising Power Creatively" with Stuart Rees (2002)
- "Out of Bounds (New Windmills)" with Beverley Naidoo (2003)
- "Fly, Eagle, Fly!" with Christopher Gregorowski and Niki Daly (2003)
- "Sex, Love and Homophobia: Lesbian, Gay, Bisexual and Transgender Lives" with Amnesty International, Vanessa Baird and Grayson Perry (2004)
- "Toward a Jewish Theology of Liberation" with Gustavo Gutierrez và Marc H. Ellis (2004)
- "Radical Compassion: The Life and Times of Archbishop Ted Scott" with Hugh McCullum (2004)
- "Third World Health: Hostage to First World Wealth" with Theodore MacDonald (2005)
- "Where God Happens: Discovering Christ in One Another and Other Lessons from the Desert Fathers" with Rowan Williams (2005)
- "Health, Trade and Human Rights" with Mogobe Ramose and Theodore H. MacDonald (2006)
- "The Soul of a New Cuisine: A Discovery of the Foods and Flavors of Africa" with Marcus Samuelsson, Heidi Sacko Walters and Gediyon Kifle (2006)
- "The Gospel According to Judas WMA: By Benjamin Iscariot" with Jeffrey Archer, Frank Moloney (2007)
- "Made for Goodness: And Why This Makes All The Difference" with Mpho Tutu (2010)
- "God Is Not A Christian: And Other Provocations" with John Allen (2010)